# Picardías de Murcia

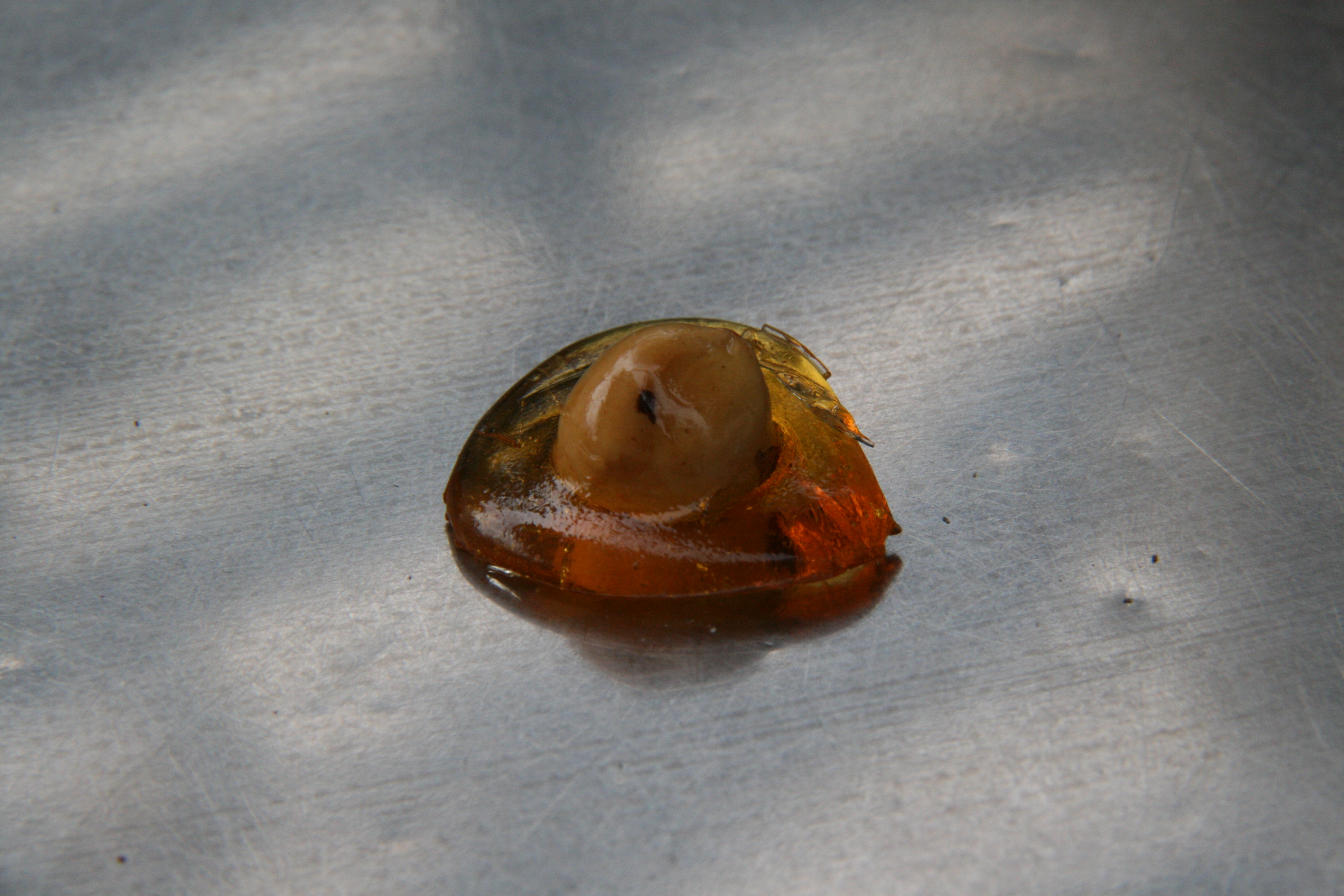
Una picardía mostrando una avellana

Las picardías de Murcia (a veces también como picardías de avellana) son una especie de caramelo crocante, elaborado con caramelo. En la Región de Murcia (España), en la Comarca del Noroeste y principalmente en Cieza y Abarán, es un dulce elaborado con una avellana recubierta de azúcar caramelizado. En la zona de Bullas son típicas en el periodo de Carnaval. En Lorca se suelen vender durante la Semana Santa en Lorca

## Características
Se elaboran con azúcar caramelizado hasta que se dora. Para enfriar se suele diluir un poco de zumo de limón que se añade a la mezcla. Cuando se han evitado las burbujas en la pieza, se incluye, aún caliente, en un molde en forma semi-esférica (a veces se emplea una simple cuchara), se le inserta una avellana tostada entera por pieza. En la actualidad suele molerse la avellana, y en algunos casos se le añade un colorante.